# Лютрі
Лютрі (фр. Lutry) — місто  в Швейцарії в кантоні Во, округ Лаво-Орон.

## Географія
Місто розташоване на відстані близько 80 км на південний захід від Берна, 6 км на південний схід від Лозанни.
Лютрі має площу 8,5 км², з яких на 35,8% дозволяється будівництво (житлове та будівництво доріг), 43,4% використовуються в сільськогосподарських цілях, 20% зайнято лісами, 0,7% не є продуктивними (річки, льодовики або гори).

## Демографія
2019 року в місті мешкало 10 348 осіб (+11,2% порівняно з 2010 роком), іноземців було 26,6%. Густота населення становила 1223 осіб/км².
За віковим діапазоном населення розподілялося таким чином: 19,1% — особи молодші 20 років, 57,9% — особи у віці 20—64 років, 23% — особи у віці 65 років та старші. Було 4535 помешкань (у середньому 2,2 особи в помешканні).
Із загальної кількості 3019 працюючих 107 було зайнятих в первинному секторі, 341 — в обробній промисловості, 2571 — в галузі послуг.